# Emory
Emory település az Amerikai Egyesült Államok Texas államában, Rains megyében, melynek megyeszékhelye is. Lakosainak száma 1251 fő (2020. április 1.).

## Népesség
A település népességének változása:

| 2010 | 1 239 |
| 2020 | 1 251 |